# Arbeiter- und Studententheater
Arbeiter- und Studententheater waren eine politisch geprägte Form des Laientheaterspiels in der Deutschen Demokratischen Republik (DDR).

## Zur Geschichte
Historisch entstanden sie einerseits aus den seit langem an Universitäten bestehenden Studententheatern, andererseits aus den von den SED-Kulturfunktionären initiierten proletarischen Laienbühnen, den „Arbeiter- und Bauerntheatern“. Diese waren eine „von den Gewerkschaften geförderte und geleitete Organisationsform des sozialistischen Laientheaterschaffens, die ihre ideologische und materielle Grundlage in den sozialistischen Betrieben und Kombinaten hat. […] Die ersten Arbeitertheater der DDR gingen Ende der 1950er Jahre aus Laienspielgruppen, dramatischen Zirkeln und Agit-Prop-Gruppen hervor.“ (Zit.: Auftrag Kunst) 1970 gab es etwa 300 Laienspielgruppen in Betrieben, Genossenschaften und an Ausbildungsstätten, finanziert aus den jeweiligen Kulturfonds.
Theater galt in der DDR als Instrument der Bewusstseinsbildung und gehörte damit zur „Agitation und Propaganda“. Das ab den späten 1950er Jahren in der DDR dominierende „didaktische“ und „dialektische“ Theater konnte sich am stärksten in der Laienkunst durchsetzen. Arbeiter- und Studententheater gab es an einigen DDR-Hochschulen. Aufgrund der Quellenlage beschränkt sich die folgende Darstellung aber auf die Beschreibung der Einrichtungen in Berlin.

## Berliner Einrichtungen

### Berliner Arbeiter-Theater (b.a.t.)
Das Berliner Arbeiter-Theater (b.a.t.) wurde 1961 von Wolf Biermann und Brigitte Soubeyran gegründet.
Das b.a.t. lag mitten im Prenzlauer Berg, zwischen Kollwitzplatz und Wasserturm, zwischen Schönhauser und Prenzlauer Allee. Das Gebäude war zwischen 1887 und 1889 als Tanzsaal errichtet und später zu einem Hinterhofkino umgebaut worden. Die ersten Inszenierungen des jungen Theaters, Berliner Brautgang und George Dandin, fanden beim Publikum großen Anklang, erregten aber das Missfallen der Kulturbürokratie. Berliner Brautgang, das vom Mauerbau handelt, wurde verboten, und 1963 musste das Theater schließen.
Der Name blieb. Die Staatliche Schauspielschule Berlin zeigte dort einige Aufführungen, dann wurde das Gebäude 1974 zum Sitz des damals gegründeten Regieinstituts, das 1981 in die Hochschule für Schauspielkunst Ernst Busch integriert wurde. Bis heute arbeitet im b.a.t. die Abteilung Regie und es werden Studenteninszenierungen gezeigt.

### AST
„AST“ hieß das Studententheater der Berliner Humboldt-Universität. Die Abkürzung bedeutete so viel wie „Arbeiter und StudentenTheater“. Die Gruppe wurde 1975 von Wolfgang Bordel gemeinsam mit anderen aufgebaut und geführt. Der „Arbeiter“ der Bühne war er selbst, hatte er doch vor dem Studium eine Lehre absolviert. Allerdings gab es zeitweise auch „echte“ Arbeiter als Mitglieder bei AST. Die Namensgebung entsprach jedoch dem, was in „vorauseilendem Gehorsam“ vermutlich keine Interventionen staatlicher (DDR-)Behörden nach sich ziehen würde. Bordel, der in Berlin zum Thema »Philosophische Fragen der Naturwissenschaften« promovierte, hatte schon in Rostock das Studententheater geleitet. 1983 wurde er Intendant des „Theaters Anklam“, wo er im Parteiauftrag als Gegenspieler von Frank Castorf auftrat.
Als Studenten spielten am „AST“ beispielsweise der Physiker Bernd Lukasch, heute Direktor des Anklamer Otto-Lilienthal-Museums, die Germanistin Manuela Runge, heute Buchautorin in Berlin, und die Werbeökonomiestudentin Christa Prüfer, später Schauspielelevin und Regieassistentin Castorfs am „Theater Anklam“, die seit ihrer Ausreise aus der DDR 1987 unter dem Namen Christa Rockstroh als Schauspielerin arbeitet. Der Personalbestand bei AST umfasste in den rund zehn Jahren seiner Existenz ca. 50 Personen.

### Theater am „Haus der Jungen Talente“
Anscheinend gab es ein weiteres „Arbeiter- und Studententheater“ am „Haus der Jungen Talente“.
Der im Krieg zerstörte Barockbau in der Klosterstraße wurde 1951 für die „III. Weltfestspiele der Jugend und Studenten“ notdürftig wiederhergestellt. Daraufhin beschloss der Magistrat den Ausbau zu einem „Haus der Jugend“, in dem auch der Landesvorstand der Freien Deutschen Jugend untergebracht werden sollte. 1954 wurde der Bau als „Zentrales Klubhaus der Jugend“ fertiggestellt. 1959 wurde das Klubhaus mit dem „Kultur- und Sportclub“ zum „Zentralen Klub der Jugend und Sportler Berlin“ vereinigt und erhielt wenig später seinen endgültigen Namen. Ein Brand vernichtete 1966 den Saal und die darüber liegende Holzdachkonstruktion. 1970 wurde das Haus wiedereröffnet. Das Haus war auch Veranstaltungsort des Festivals des politischen Liedes und galt als wichtige Heimstätte des DDR-Jazz. Nach der Wende befand sich dort das „Podewil“.

### Arbeitertheater „Maxim Gorki“ (Theater im Kino)
1960 als Laienensemble in Berlin-Friedrichshain gegründet von der Schauspielerin, Dozentin und Regisseurin Hella Len (künstlerische Leitung bis 1997). Nach der Wende Umstrukturierung und Fortbestand als gemeinnütziger Verein (zunächst als „Amateurtheater Maxim Gorki-tik“ e.V., später als „Theater im Kino“ e.V.). Neben der Spielstätte in der Boxhagener Straße („TiK Süd“) besteht heute eine zweite Spielstätte im Samariterkiez („TiK Nord“, Rigaer Straße).

## Weitere

### Poetisches Theater (Leipzig)
Das Poetische Theater war seit 1949 ein Amateurtheater an der Universität Leipzig, damals Karl-Marx-Universität (KMU) Leipzig. Das Theater war unter verschiedenen Bezeichnungen wie Studentenbühne, FDJ-Studentenbühne der KMU, Studiobühne Beyerhaus oder Poetisches Theater „Louis Fürnberg“ bekannt. Es handelte sich um ein reines Amateurtheater, das aber auch Mitwirkenden, die nicht Angehörige der Universität waren, offenstand. Es spielte eine bedeutende Rolle im Theatergeschehen der DDR und veranstaltete auch Treffen der Studentenbühnen.